# Claude Loiselle
Claude G. Loiselle (* 29. Mai 1963 in Ottawa, Ontario) ist ein ehemaliger kanadischer Eishockeyspieler und -funktionär, der im Verlauf seiner aktiven Karriere zwischen 1980 und 1993 unter anderem 657 Spiele für die Detroit Red Wings, New Jersey Devils, Nordiques de Québec, Toronto Maple Leafs und  New York Islanders in der National Hockey League (NHL) auf der Position des Centers bestritten hat. Seinen größten Karriereerfolg feierte Loiselle, der nach seinem Karriereende lange Zeit für die NHL selbst und zahlreiche Franchises als Funktionär tätig war, aber in Diensten der Adirondack Red Wings mit dem Gewinn der Calder Cups der American Hockey League (AHL) im Jahr 1986.

## Karriere
Loiselle verbrachte seine Juniorenzeit zwischen 1980 und 1983 bei den Windsor Spitfires in der Ontario Hockey League (OHL). Nach einem erfolgreichen ersten Jahr mit 94 Scorerpunkten in der regulären Saison wurde der talentierte Stürmer bereits in der zweiten Runde des NHL Entry Draft 1981 von den Detroit Red Wings an der 23. Stelle ausgewählt. Er verblieb jedoch noch zwei weitere Jahre in der OHL und sammelte im Februar 1982 im Trikot der Red Wings seine ersten Eindrücke in der National Hockey League (NHL). Es blieb bis zum Saisonende bei vier Einsätzen in der NHL, während er für die Spitfires 68-mal auflief und dabei 109 Punkte erreichte. In seinem dritten Jahr in der OHL kam er in 46 Spielen zu 88 Punkten, während er parallel bereits bei den Detroit Red Wings in der NHL sowie deren Farmteam, den Adirondack Red Wings, in der American Hockey League (AHL) eingesetzt wurde. Schlussendlich kam Loiselle am Ende seiner Karriere bei den Junioren auf 315 Scorerpunkte in 205 Einsätzen.
Mit Beginn der Spielzeit 1983/84 gehörte der Kanadier fest zur Organisation der Detroit Red Wings. Allerdings gelang es ihm in den folgenden drei Jahren nicht, sich dort als Stammspieler zu etablieren und so pendelte der Offensivspieler immer wieder zwischen dem NHL-Kader Detroits und dem AHL-Aufgebot Adirondacks. Mit den Adirondack Red Wings feierte Loiselle schließlich am Ende der Spielzeit 1985/86 mit dem Gewinn des Calder Cups den größten Erfolg seiner Karriere. Im anschließenden Sommer wurde er im Tausch für Tim Higgins zu den New Jersey Devils transferiert, wo er größere Chancen besaß, um sich in der NHL festzuspielen. Dies gelang ihm in der Folge und so war er in den drei Jahren bis zum Sommer 1989 Stammspieler in New Jersey. Mit 40 und 35 Punkten in seinen ersten beiden Jahren, absolvierte er die beiden erfolgreichsten seiner Karriere und erreichte darüber hinaus in den Stanley-Cup-Playoffs 1988 das Finale der Prince of Wales Conference, das allerdings gegen die Boston Bruins verloren ging.
Nach seinem dreijährigen Engagement bei den New Jersey Devils folgte für Loiselle eine unstete Zeit mit vielen Vereinswechseln. Zunächst wurde der Offensivspieler im Juni 1989 gemeinsam mit Joe Cirella und einem Achtrunden-Wahlrecht im NHL Entry Draft 1990 zu den Nordiques de Québec transferiert, die im Gegenzug Walt Poddubny und einem Viertrunden-Wahlrecht desselben Drafts erhielten. Für die Franko-Kanadier lief Loiselle bis zum März 1991 auf, ehe er auf die Waiver-Liste gesetzt wurde. Von dort sicherten sich die Toronto Maple Leafs seinen laufenden Vertrag und beschäftigten ihn in den folgenden zwölf Monaten. Dann wurde er gemeinsam mit Daniel Marois im Tausch für Ken Baumgartner und Dave McLlwain an die New York Islanders abgegeben. Eine im November 1993 erlittene Knieverletzung führte schließlich im Alter von 30 Jahren zu seinem vorzeitigen Karriereende. Für die Islanders hatte er zwischen März 1992 und November 1993 87-mal auf dem Eis gestanden und in den Stanley-Cup-Playoffs 1993 abermals im Prince-of-Wales-Conference-Finale gestanden.
In der Folge seines vorzeitigen Rücktritts vom aktiven Sport studierte Loiselle Rechtswissenschaften an der McGill University; das Studium schloss er im Jahr 1998 erfolgreich ab. Er wurde daraufhin von der National Hockey League angestellt, wo er bis 2004 als Director of Hockey Operations in einer Funktionärsposition tätig war. Nach einer einjährigen Pause sicherten sich im Sommer 2005 die Tampa Bay Lightning aus der NHL seine Dienste und machten ihn zum Assistenz-General-Manager unter Jay Feaster und dessen Nachfolger Brian Lawton. Bis 2009 blieb Loiselle bei den Lightning und war in der Saison 2007/08 zudem General Manager des Farmteams Norfolk Admirals in der AHL. Es folgte in der Saison 2010/11 ein Jahr als Scout bei den Anaheim Ducks, ehe er von seinem Ex-Klub Toronto Maple Leafs ebenfalls als Assistenz-GM engagiert wurde. Nachdem er im Sommer 2014 wieder aus der Position ausgeschieden war, pausierte er für ein Jahr. Danach war er ein Jahr bei den Arizona Coyotes und zwei Jahre bei den New York Islanders als Berater tätig.

## Erfolge und Auszeichnungen
- 1986 Calder-Cup-Gewinn mit den Adirondack Red Wings

## Karrierestatistik
(Legende zur Spielerstatistik: Sp oder GP = absolvierte Spiele; T oder G = erzielte Tore; V oder A = erzielte Assists; Pkt oder Pts = erzielte Scorerpunkte; SM oder PIM = erhaltene Strafminuten; +/− = Plus/Minus-Bilanz; PP = erzielte Überzahltore; SH = erzielte Unterzahltore; GW = erzielte Siegtore; 1 Play-downs/Relegation; Kursiv: Statistik nicht vollständig)